# Зелена (Війтовецька селищна громада)
Зелена — село в Україні, у Війтовецькій селищній територіальній громаді Хмельницького району Хмельницької області. Населення становить 628 осіб.

## Географії
Село Зелена знаходиться за 6 кілометрів від залізничної станції Війтівці, за 2 кілометри від залізничної станції Криштопівка, за 2 кілометри від шосейної дороги, яка сполучає смт Сатанів та смт Базалія, за 20 кілометрів на схід від м. Волочиськ і за 27 кілометрів від річки Збруч. Відстань до м. Львова становить близько 200 кілометрів, до м. Києва — 400 кілометрів, до м. Хмельницького — близько 50 кілометрів. На схід від села бере початок річка Гнила

## Історія
Село розташоване в глибокій долині, яка в давнину була досить великою зеленою дібровою.
В цій діброві, ховаючись від татарських набігів, з'явились перші поселенці, які називали своє поселення «Зеленою дібровою». Поступово з плином часу віків слово «діброва» відпало і залишилась тільки «Зелена».
Населений пункт Зелена утворився приблизно в ХІІ столітті. За стародавніми переказами писар Трительницької волості Ковальський у 1914 році знайшов в старих архівах згадку про те, що с. Зелена на той час існувало вже 800 років. Кілометрів за два на південний схід від сучасного місцезнаходження населеного пункту розміщена долина, де знаходиться джерело «Біла криничка». На схилах горбів цієї долини виорюються залишки речей, що свідчить про дійсне розташування там в давнину населеного пункту, який очевидно перемістився з якихось причин на місце сучасного поселення. В минулому жителі села були кріпаками польського поміщика. Поміщик проживав у містах (за переказами в м. Ризі та в м. Одесі), а у селі був залишений прикажчик. Приїжджав поміщик в село влітку, де проживав в своєму маєтку, у якому після революції 1917 року до 1984 року була розміщена Зеленівська восьмирічна школа. До 1861 року польські феодали жорстоко експлуатували кріпаків. Так прадід Шидловського Миколи був відірваний від своєї сім'ї і обміняний на породисту собаку. Певний час земля біля населеного пункту належала пану Руцькому, який прославився тим, що за одну ніч програв свій виїзд, землю і будинок і покінчив життя самогубством, а його жінка і діти були виселені з будинку щасливим його напарником по грі — Михайлом Шапіро.
Кількість населення в селі до революції 1917 року була близько тисячі чоловік, з них жінки становили 60 %, бідняків було близько 70 %, середняків — близько 20 %, заможних селян — близько 10 %. Всієї землі було близько 1800 га. Поміщику належало близько 500 га землі, заможним селянам — до 250 га, середнякам — до 400 га, біднякам — до 650 га.
Населений пункт розташований на місцях, де відбувалися в минулому історичні події. Тут проходили різні кочові племена, побували турки, шведи, німці, поляки, росіяни. Слов'янське населення вело героїчну боротьбу проти іноземних загарбників і проганяли їх із рідної землі.
7 (20) листопада 1917 року, відповідно до Третього Універсалу Української Центральної Ради, увійшло до складу Української Народної Республіки.
У 1917—1920 роках влада у селі кілька разів переходила із рук в руки. Гостра боротьба точилася до 1920 року, коли у село зайшов один із загонів Котовського, бригада якого окупувала село.
Примусова колективізація почалася у 1929 році. Для організації колгоспу у село був присланий комуніст — шахтар з Донбасу — Шиманович Юрій, якого обрали першим головою колгоспу ім. Постишева. Колективізація повністю була завершена у 1933 році.
Разом з тим як проводилась колективізація, почалася проводитись репресії на селі. Селян, які були невдоволені поголовною колективізацією, а це, як правило, були заможні селяни, відправляли на нові місця проживання — у Сибір, Далекий Схід, на Північ. Багатьох невдоволених селян було просто розстріляно, закатовано або вони померли на примусових роботах, які проводились у нелюдських умовах.
Антинародний терор, який проводив сталінський режим, знищив у селі цілі сім'ї, знедолив на довгі роки багатьох людей. Голод 1932—1933 р.р. призвів до повного зубожіння подільський край, у тому числі й с. Зелена. За даними різних джерел в селі в 1932—1933 роках загинуло близько 20 чоловік. На сьогодні встановлено імена 15. Мартиролог укладений на підставі поіменних списків жертв Голодомору 1932—1933 років, складених Зеленівською сільською радою. Поіменні списки зберігаються в Державному архіві Хмельницької області.
Жертви Голодомору з села Зелене:
- Дуда Іван, вік невідомий, 1932 р., причина смерті від недоїдання
- Дуда Каспер, вік невідомий, 1932 р., причина смерті від недоїдання
- Квасньовська Анеля, вік невідомий, 1932 р., причина смерті від недоїдання
- Квасньовський Броніслав, вік невідомий, 1933 р., причина смерті від недоїдання
- Квасньовський Ваврик, вік невідомий, 1933 р., причина смерті від недоїдання
- Мельник Бартик, вік невідомий, 1932 р., причина смерті від недоїдання
- Підкова Владислав, вік невідомий, 1933 р., причина смерті від недоїдання
- Підкова Каспер, вік невідомий, 1932 р., причина смерті від недоїдання
- Тернецький Блажой, вік невідомий, 1933 р., причина смерті від недоїдання
- Тернецький Михайло, вік невідомий, 1933 р., причина смерті від недоїдання
- Шкура Владислав Федорович, вік невідомий, 1933 р., причина смерті від недоїдання
- Шкура Іван Федорович, вік невідомий, 1933 р., причина смерті від недоїдання
- Шкура Тадор Федорович, вік невідомий, 1933 р., причина смерті від недоїдання
- Шкабат Флоріян Андрійович, 38 р., українець, колгоспник, 20.08.1933 р., причина смерті авітаміноз

Політика сталінського режиму виходила за всі допустимі людські норми життя і моралі, що визнають у даний час не тільки українські, а й російські і також світові історики.
З 1935 р. по 1937 р. правління колгоспу очолював Ніскевич Іван, в 1937 р. — Пиндик Андрій, а в роки війни — Кульчицький Броніслав.
У 1941 році війна перервала мирну працю жителів с. Зелена. Більшість чоловіків пішли на фронт, жінки замінили чоловіків у роботі. 6 липня 1941 року село було зайнято німецько-нацистськими військами. Німці грабували село. Деякі селяни пішли в партизани. Визволення села Радянською армією відбулося в ніч на 11 березня 1944 року. Години біля першої ночі розвідка дізналася про перебування ворога в селі, а рівно через годину підійшли передові частини з напрямку від с. Бубнівка. Радянські війська зайняли позиції на південно-західному краї села від шосе біля с. Гайдайки до залізниці між Війтівцями та Наркевичами. Вночі радянські танки зав'язали бій з ворожими частинами на північ від села. Німці відступили, залишивши на полі бою один бронетранспортер та самохідну зенітку. 13 березня відбувся бій біля залізниці на південь від села. На позиції радянських військ прорвалися ворожі танки, які під обстрілом артилерії повернули назад. Бій тривав цілий день. Було знищено до двох десятків німців і кілька, разом з двома офіцерами, було захоплено в полон.
Війна заподіяла глибокі рани селу. Нацисти зруйнували сільськогосподарські машини і пограбували тваринницькі ферми. Школу німці перетворили в конюшню. Робочої сили у селі не було. В селі залишились самі жінки та діти. Під час німецької облави 1944 року було забрано німцями 225 юнаків та дівчат і вивезено у Німеччину. Дні тимчасової окупації для жителів села були чорними днями терору і знущань. 6 лютого 1944 року було розстріляно жителів села: Ніконенка Василя, Богушевського Андрія, Кульчицького Броніслава. Загальна сума збитків, нанесених німецькими загарбниками по Зеленівській сільській раді, становила 1 мільйон 256 тисяч 200 крб., що було значною сумою на ті часи.
Важко прийшлося жінкам піднімати сільське господарство. Землю приходилось орати коровами. Врожаї були мізерними. Страшною хвилею по Поділлю прокотився голод 1947—1948 р.р., який зачепив і с. Зелену. Навесні людям приходилось їсти листя з дерев та траву, щоб якось вижити.
Почалась поступова відбудова знищеного війною господарства. Повертались з війни чоловіки. Життя поступово налагоджувалось. Щоб збільшити кількість сільськогосподарських культур, а разом з тим постачання продуктами сільськогосподарського виробництва, держава почала виробляти більше тракторів, комбайнів, різноманітних машин.
До 1923 року с. Зелена належало до Трительницької волості Проскурівського повіту Подільської губернії, 1923—1932 р.р. — до Війтовецького району Вінницької області, 1932—1937 р.р. — до Волочиського району Вінницької області, 1937—1954 р.р. — до Волочиського району Кам'янець-Подільської області, з 1954 року — до Волочиського району Хмельницької області.
6 лютого 1951 року колгосп ім. Радянської Армії с. Зелена був об'єднаний з колгоспом ім. Калініна с. Криштопівка. В 1955 році колгоспи роз'єднались.
У 1968 році у селі було побудовано дитячий садок, фельдшерсько-акушерський пункт, будинок сільської ради. У 1975 році в с. Зелена було споруджено новий сільський клуб. Також у цьому ж році завершено спорудження частини шосейної дороги у центрі села, яка сполучила село з центральною дорогою. 7 листопада 1975 року у село зробив перший рейс автобус. В 1984 році завершено будівництво нової Зеленівської школи на 11 класних кімнат.
У 1975 році колгосп ім. Радянської Армії с. Зелена об'єднався з колгоспом «Зоря» с. Писарівка, а в 1988 році колгоспи роз'єдналися і місцевий колгосп став називатись «Урожай».
На початку 90-х років побудовано шосейні дороги по центральних вулицях с. Зелена. В кінці 90-х була зведена нова будівля сільської ради та фельдшерсько-акушерський пункт.
Колишній орган місцевого самоуправління — Зеленівська сільська рада.

## Населення

### Мова
Розподіл населення за рідною мовою за даними :
| Мова       | Кількість | Відсоток |
| ---------- | --------- | -------- |
| українська | 626       | 99.68 %  |
| російська  | 2         | 0.32 %   |
| Усього     | 628       | 100 %    |

## Галерея

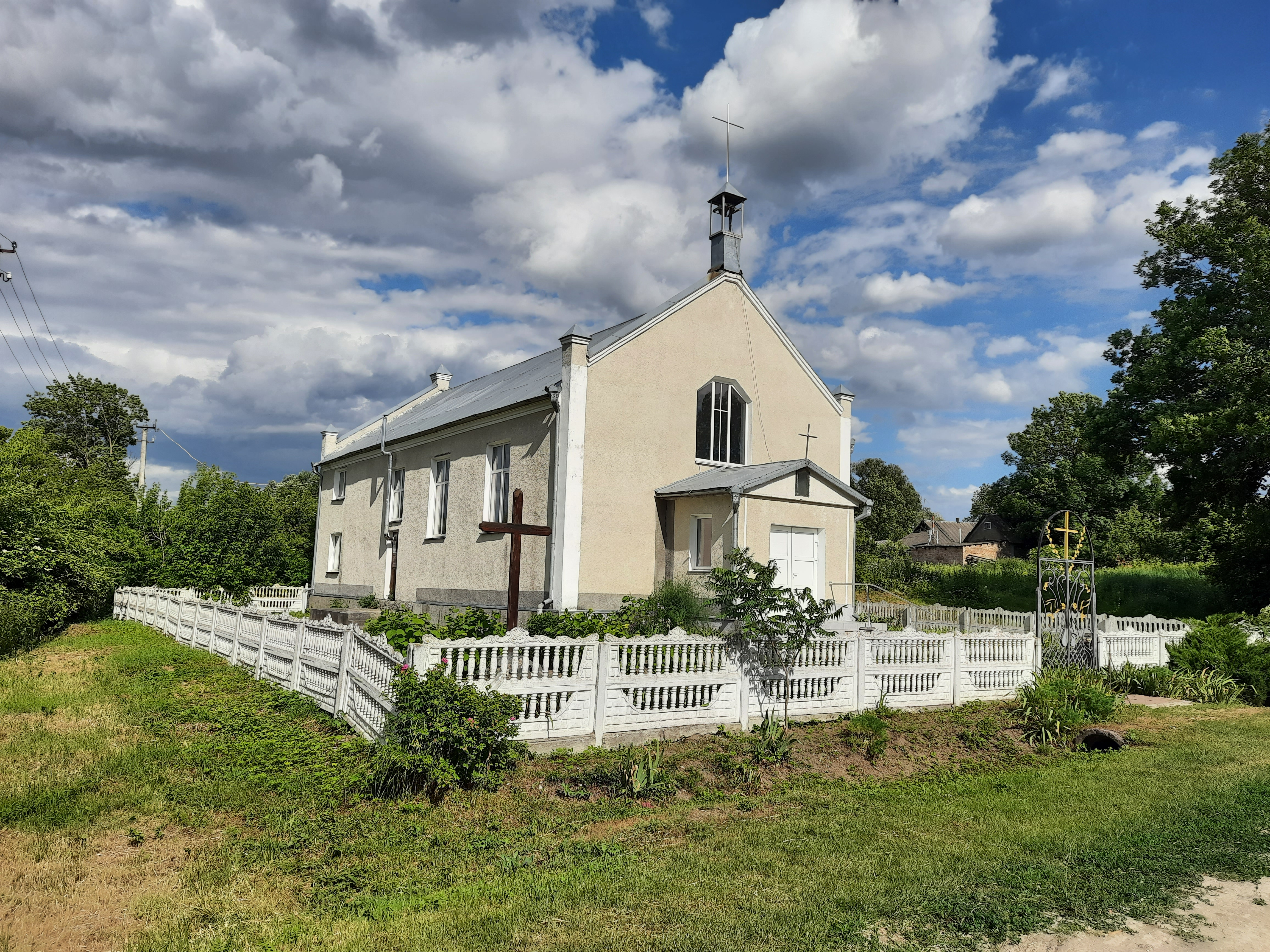
Костел
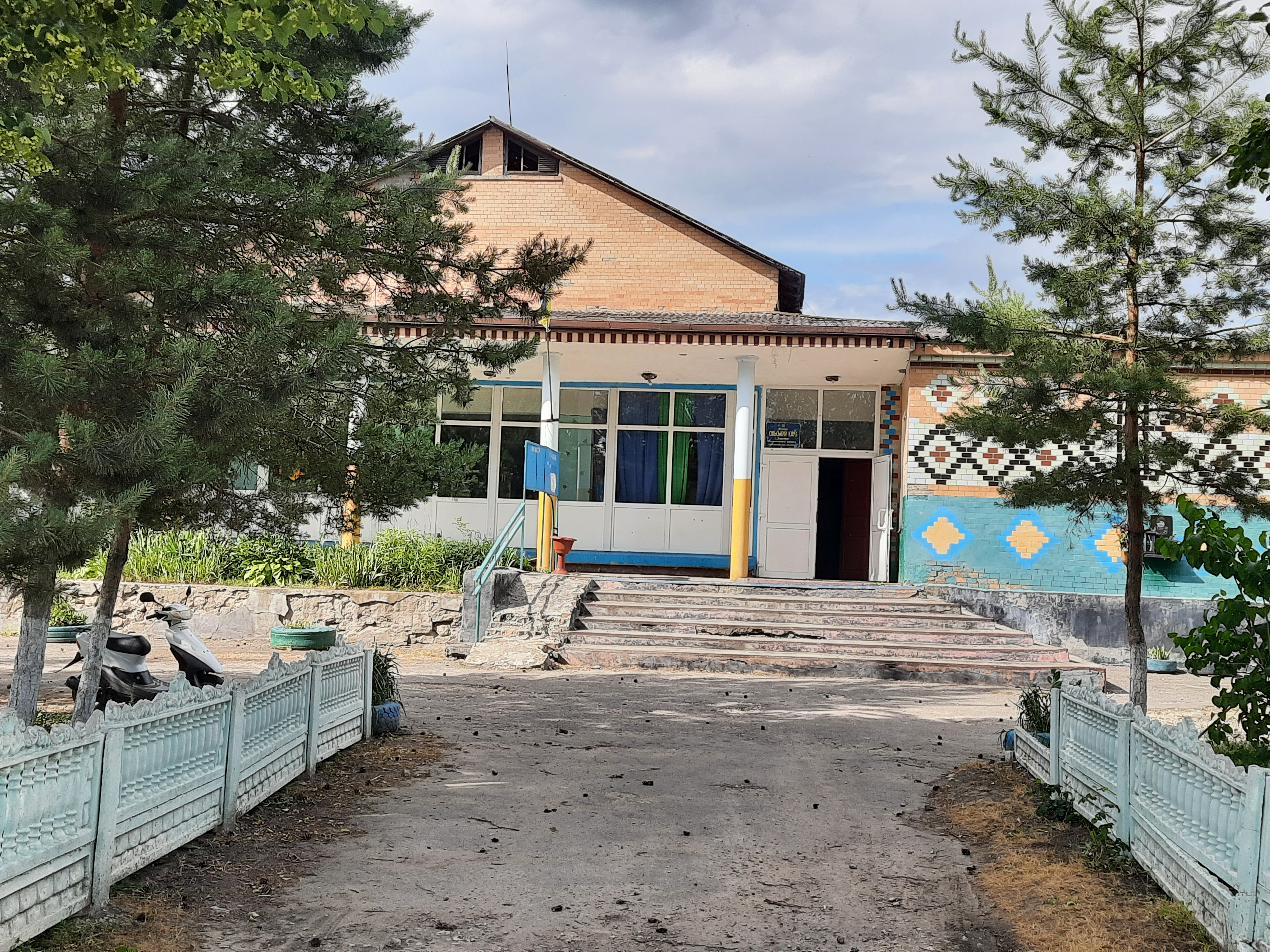
Будинок культури
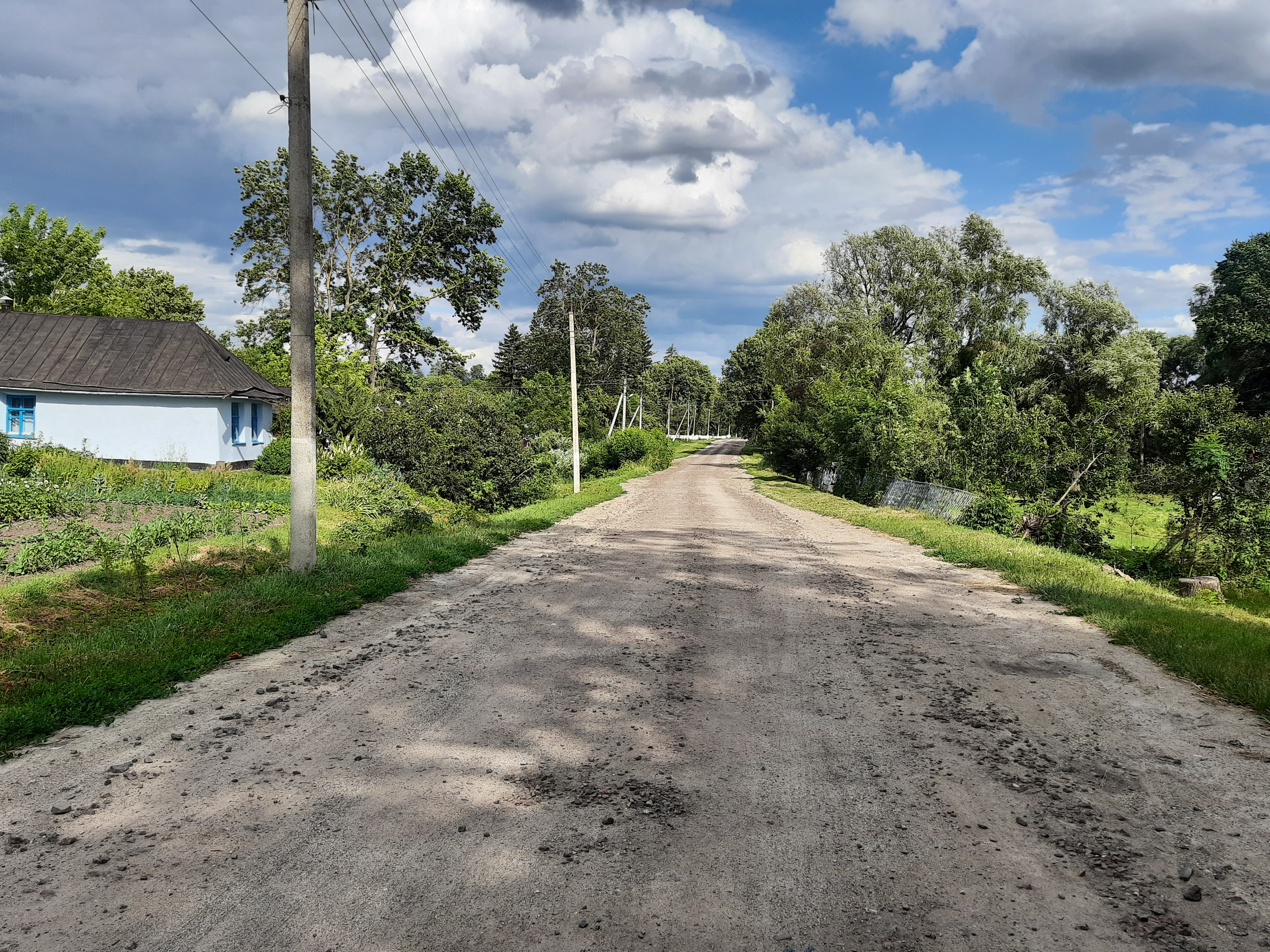
Сільська вулиця
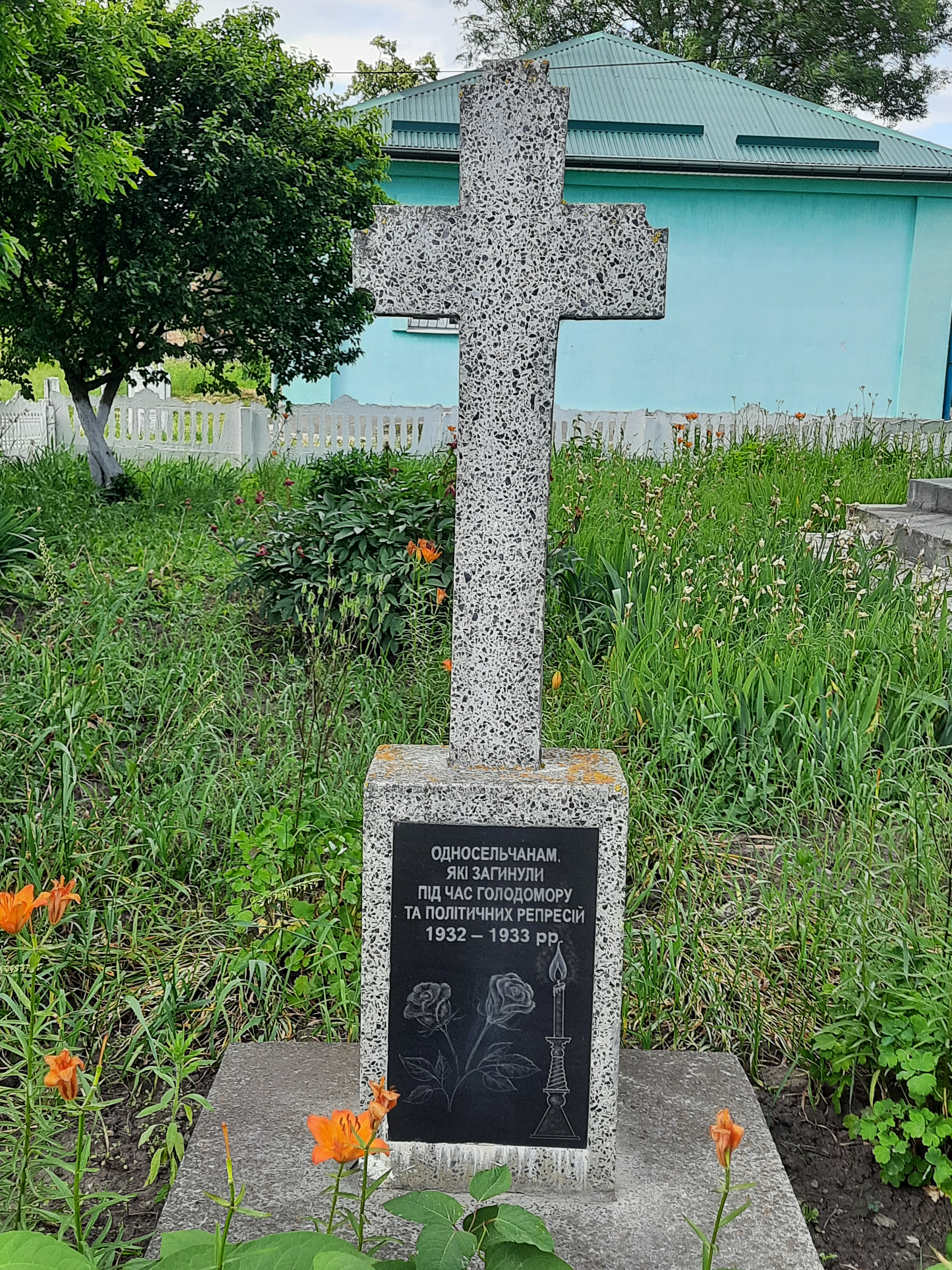
Пам'ятний знак жертвам голодомору та політичних репресій
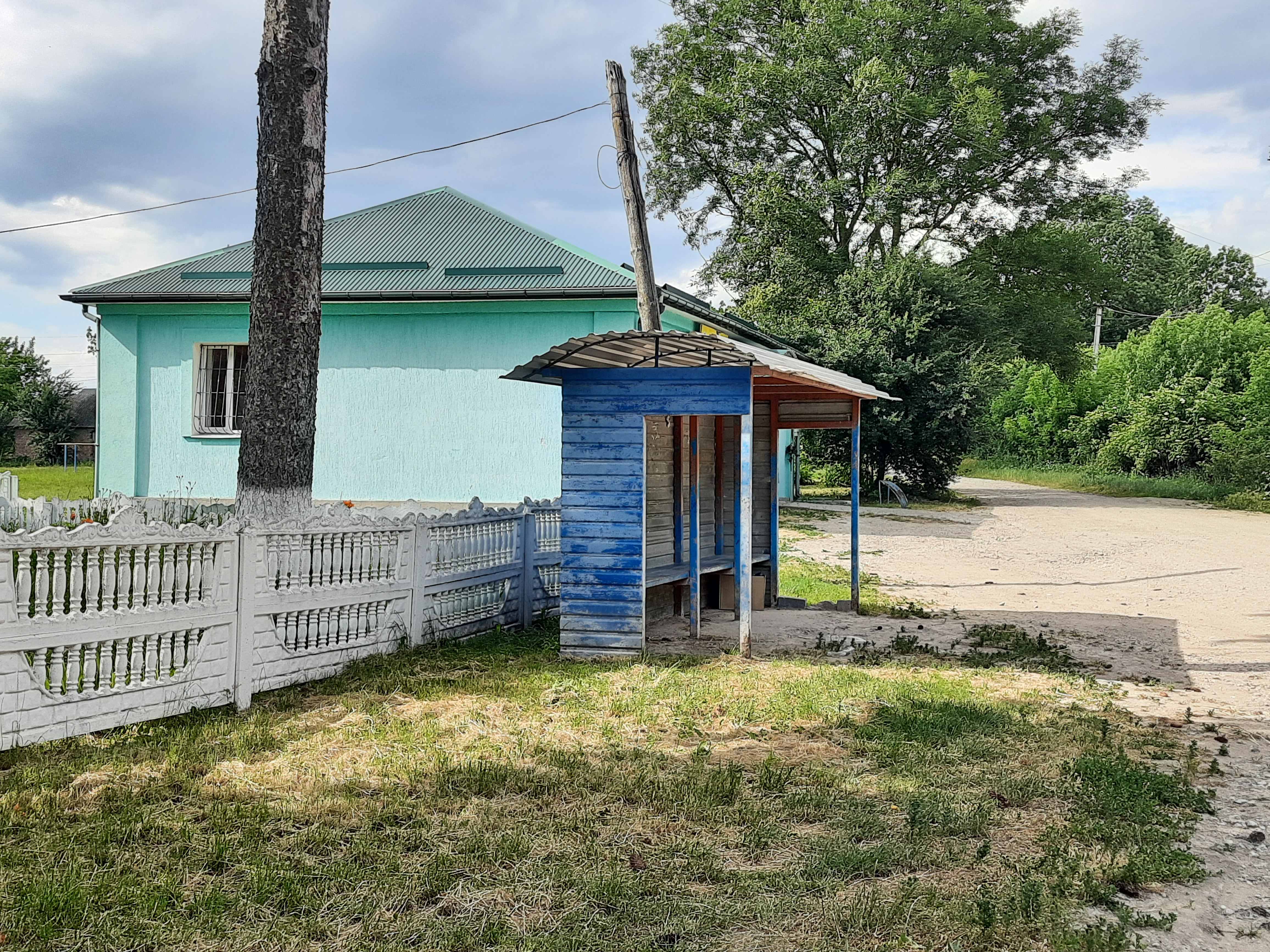
Автобусна зупинка
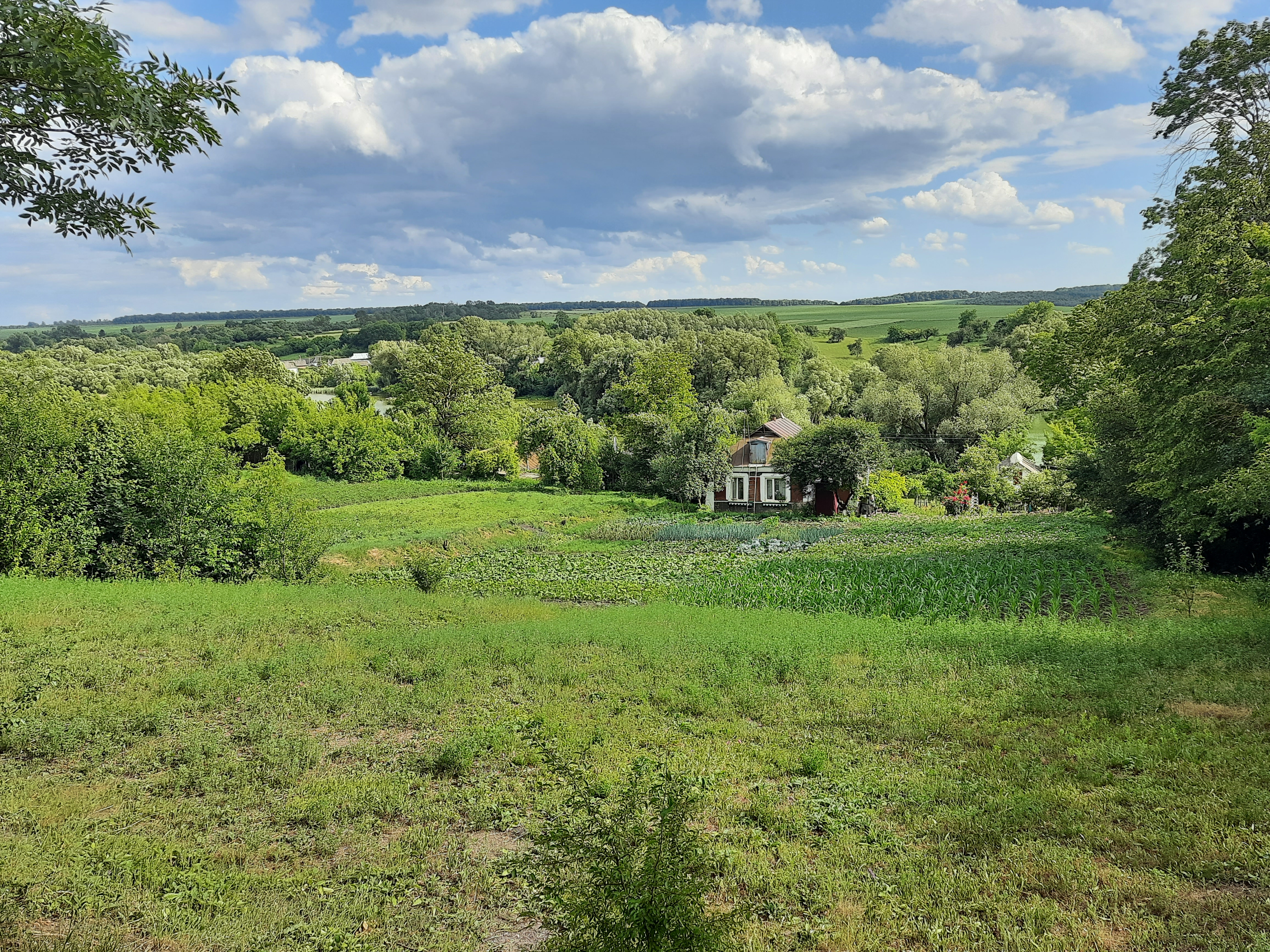
Околиця села
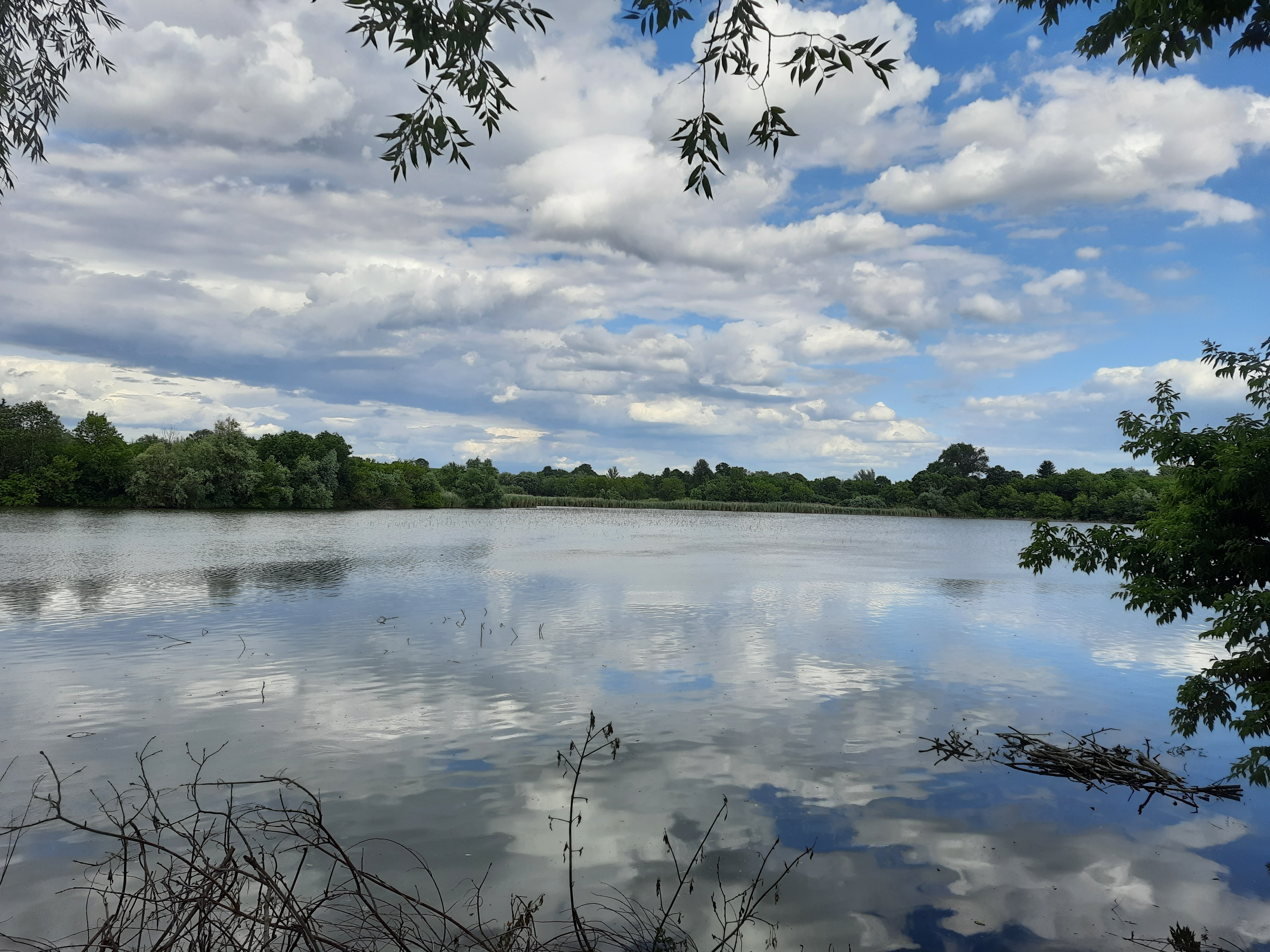
Став біля села